# Ksawery Prauss
Franciszek Ksawery Prauss (ur. 12 listopada 1874 w Warszawie, zm. 14 grudnia 1925 w Arco) – polski polityk socjalistyczny, działacz oświatowy, minister w rządzie Jędrzeja Moraczewskiego, senator II RP I kadencji.

## Życiorys
Uczył się w Radomiu i Warszawie. Za żart uczniowski został usunięty z państwowego gimnazjum nr 3 kontynuował naukę w prywatnej Szkole Realnej Wojciecha Górskiego (1889–1892) a następnie zdał maturę jako ekstern w Petersburgu. Studia rozpoczął w Instytucie Górniczym a szybko przeniósł się do  Instytutu Technologicznego w Petersburgu. Studiów tych nie skończył ze względu na zaangażowanie w prace Polskiej Partii Socjalistycznej, której członkiem był od 1895 roku. W marcu 1897 za udział w demonstracji na placu przed Soborem Kazańskim w Petersburgu został na krótko aresztowany. Z jego inicjatywy powstało w 1895 w Petersburgu Towarzystwo Zachęty Nauk Społecznych które wydało wiele książek i broszur. W 1897 zorganizował przez Szwecję i Finlandię przerzut do Petersburga drukowanych w Londynie nielegalnych druków socjalistycznych. W 1900 reprezentował organizację petersburską na zjeździe PPS w Piotrkowie. W 1901 współorganizował ucieczkę Józefa Piłsudskiego ze szpitala Mikołaja Cudotwórcy w Petersburgu. W maju 1901 zorganizował w Kijowie tajną drukarnię „Robotnika”. W 1902 był członkiem Centralnego Komitetu Robotniczego PPS. Aresztowany w 1902 i osadzony w X Pawilonie Cytadeli Warszawskiej a następnie w więzieniu w Krestach w Petersburgu. Zapadł wtedy na gruźlicę, na którą chorował potem przez całe życie. Dzięki zabiegom żony został zwolniony z powodu choroby z więzienia. Został wówczas oskarżonym w dwóch sprawach - obydwie dotyczyły przemytu przez granicę rewolucyjnych wydawnictw.  Wówczas mimo bardzo złego stanu zdrowia, uciekł do Galicji. Od grudnia 1902 przebywał w Zakopanem gdzie leczył się jednocześnie uczestnicząc w pracach wydawniczych PPS. W 1904 był współorganizatorem zakopiańskiej sekcji PPS. Uczestnik Rady Partyjnej PPS (1904).
W latach rewolucji 1905-1907 mieszkał w Warszawie, gdzie pracował jako nauczyciel. W tym czasie wraz z Bolesławem Jędrzejowskim i Jakubem Mortkowiczem założył a następnie prowadził Towarzystwo Wydawnictw Ludowych, specjalizujące się w publikacji książeczek służących propagandzie socjalistycznej – wydali ponad 30 broszur i 6 książek. Uczestniczył w Radzie Czerwcowej PPS w 1905, gdzie kandydował bezskutecznie do CKR. W 1906 był na krótko administratorem czasopisma  PPS "Wiedza" wydawanego w Wilnie. W kwietniu 1906 aresztowany, następnie zwolniony w lipcu 1906 za kaucją i ponownie aresztowany w grudniu tego roku. W kwietniu 1907 został wyrokiem Sądu Wojennego uniewinniony, a następnie administracyjnie skazany na opuszczenie Królestwa Polskiego.
Wyjechał wówczas do Francji, gdzie podjął przerwaną naukę – studiował na Sorbonie geologię, mineralogię i geografię fizyczną. Studia zakończył z dyplomem licencjata. W Paryżu w 1908 zainicjował powołanie wraz z gronem mieszkających tu Polaków (m.in. Honoratą i Tadeuszem Gałeckimi, Stefanem Żeromskim, Melanią Rajchmanową – Czytelni Polskiej. W tym czasie dla podreperowania zdrowia przebywał wielokrotnie w Alpach i Pirenejach. W maju 1911 powrócił do kraju i osiadł w Zakopanem, gdzie wraz z żoną założył szkołę koedukacyjną z internatem, nazwaną potem szkolą im. Staszica. W 1912 brał udział w. Zjeździe Irredentystów Polskich w Zakopanem, na którym powstał Polski Skarb Wojskowy.
Po wybuchu I wojny światowej początkowo gdzie był komisarzem cywilnym. Następnie działał w Polskiej Organizacji Narodowej, gdzie wszedł do kierownictwa tej organizacji i kierował pracami organizacyjnymi. Potem był członkiem Naczelnego Komitetu Narodowego (NKN). Od kwietnia 1915 jako delegat Departamentu Organizacyjnego NKN podjął prace nad odbudową i rozbudową szkolnictwa na terenach okupowanych przez państwa centralne. Zorganizował a następnie został prezesem Centralnego Biura Szkolnego które zajęło się organizowaniem polskiego szkolnictwa. W ciągu kilkunastu miesięcy istnienia CBS zorganizowało stałe Biuro Informacyjne, założyło biuro pośrednictwa pracy dla nauczycieli oraz zorganizowało63 biblioteki wędrowne nauczycielskie i 345 bibliotek ludowych dla dorosłych i młodzież i utrzymywało bibliotekę pedagogiczną w Piotrkowie. Jako kierownik CBS przyczynił się do odrodzenia Polskiej Macierzy Szkolnej. Ponieważ sprzeciwił się próbom wprowadzenia do szkół elementarnych języka niemieckiego władze okupacyjne zlikwidowały w 1916 CBS. Wziął udział w zjeździe zjednoczeniowym ruchu nauczycielskiego w Radomiu (28-30 listopada 1916) na którym został członkiem zarządu  Zrzeszenia Nauczycielstwa Polskich Szkół Początkowych. W 1917 został dyrektorem Gimnazjum Mariana Rychłowskiego w Warszawie, zastępując powołanego do wojska właściciela szkoły, Mariana Rychłowskiego.
Po odzyskaniu niepodległości przez Polskę od 17 listopada 1918 do 16 stycznia 1919 pełnił funkcję ministra wyznań religijnych i oświecenia publicznego w rządzie Jędrzeja Moraczewskiego. W programie Ministerstwa – zwanym później programem Praussa – ogłoszonym w grudniu 1918, za najpilniejsze uznano: ustalenie bytu nauczających, zjednoczenie szkolnictwa wszystkich dzielnic Polski pod jednym zarządem, przygotowanie projektu ustaw szkolnych, wprowadzenie siedmioletniego powszechnego obowiązku szkolnego przy szkole bezpłatnej, usunięcie jakiegokolwiek przymusu religijnego w szkołach (dając prawo rodzicom zwalniania dziecka od lekcji religii), stosowanie metod wyrabiających w dzieciach zdolność obserwacji i myślenia krytycznego, a także samodzielnych czynności. Wychowanie przedszkolne miało być połączone ze szkołą podstawową; rozwijana miała być także oświata pozaszkolna, podniesiono znaczenie szkolnictwa zawodowego, przygotowanie nowych kadr nauczycieli i dokształcanie obecnych. Program postulował także, by przy opracowywaniu nowych ustaw zapewniony był możliwie największy udział społeczeństwa, a zwłaszcza jego sfer postępowych. 
Następnie był krótko z ramienia PPS radnym miasta Warszawy (luty – maj 1919), gdzie działał w komisji oświatowej. W 1919 jednym z inicjatorów połączenia Zrzeszenia Nauczycielstwa Polskich Szkół Początkowych i Związku Polskiego Nauczycielstwa Ludowego w Związek Polskiego Nauczycielstwa Szkół Powszechnych (ZPNSP), w którym został wiceprezesem i członkiem honorowym.
W 1922 wybrany senatorem z listy PPS. W Senacie pracował w Komisji Oświaty i Kultury i ze szczególnym zainteresowaniem zajmował się sprawami oświaty pozaszkolnej. Występował także na forum Senatu m.in. za równouprawnieniem języków mniejszości narodowych w Sejmie. Był jednym z założycieli Towarzystwa Uniwersytetów Robotniczych (TUR), a w Iatach 1923–1925 członkiem Zarządu Głównego TUR. Objął też kierownictwo Centralnego Archiwum Partyjnego PPS, które porządkował i uzupełniał relacjami.
W Zakopanem gdzie na stałe mieszkał był inicjatorem lub uczestnikiem wielu miejscowych inicjatyw, m.in. od 1912 członkiem Sekcji Ochrony Tatr i Przyrodniczej Towarzystwa Tatrzańskiego, od 1913 członkiem Zarządu Muzeum Tatrzańskiego, członkiem Zarządu Podhalańskiego Oddziału Polskiego Towarzystwa Krajoznawczego, wiceprezesem Tatrzańskiego Ochotniczego Pogotowia Ratunkowego.
Urna z jego prochami uległa zniszczeniu wraz z mieszkaniem żony w czasie drugiej wojny światowej.

### Prace Ksawerego Praussa
- W sprawie realizacji powszechnego nauczania w Królestwie Polskim, Warszawa 1917,
- O wakacyjne kursy krajoznawcze, „Ziemia” 1919
- „Granice” w Z dziejów prasy socjalistycznej w Polsce, pod red. Feliksa Perla i Zygmunta Zaremby, Warszawa 1919, s. 33–35
- Drukarnia "Robotnika" w Kijowie w Z dziejów prasy socjalistycznej w Polsce, pod red. Feliksa Perla i Zygmunta Zaremby, Warszawa 1919, s. 11–13
- Przyjazd do Kijowa w  Uwolnienie Piłsudskiego. Wspomnienia organizatorów ucieczki, Warszawa 1924, s. 49–51

### Ordery i odznaczenia
- Krzyż Niepodległości – pośmiertnie 19 grudnia 1930 za pracę w dziele odzyskania niepodległości[11].

### Upamiętnienie
- Po jego śmierci kolonia mieszkaniowa na Grochowie została nazwana jego imieniem,
- jedną ze szkół powszechnych w Sosnowcu nazwano jego imieniem (nosiła je do 1957).
- Zarząd Główny ZPNSP ufundował stypendium jego imienia na studia zagraniczne dla najzdolniejszych nauczycieli.
- ulica na Osiedlu im. Józefa Montwiłła-Mireckiego w Łodzi (od 25 września 1930)

## Życie prywatne
Urodził się w rodzinie ziemiańsko-inteligenckiej o tradycjach powstańczych. Był synem inżyniera kolejowego i właściciela folwarku Świniary Antoniego i Heleny z Kontkiewiczów. Jego żoną była posłanka na sejm RP i żołnierz ZWZ-AK. Zofia z Kuleszów. Córki: Jadwiga Jędrzejowska, zamężna z Henrykiem Jędrzejowskim i Ewa Prauss-Płoska, żołnierz Kedywu Armii Krajowej (oddział dyspozycyjny Komendanta Kedywu „Dysk” – Dywersja i Sabotaż Kobiet), żona Stanisława Płoskiego, matka Zofii Romaszewskiej.